# Proxidecagonita
La proxidecagonita és un mineral de la classe dels elements. Rep el nom del mot llatí proxǐmus, seguit del nom del mineral quasicristal·lí decagonita.

## Característiques
La proxidecagonita és un aliatge natural de fórmula química Al34Ni9Fe₂. Va ser aprovada com a espècie vàlida per l'Associació Mineralògica Internacional l'any 2018, sent publicada per primera vegada el mateix any. Cristal·litza en el sistema ortoròmbic.
Segons la classificació de Nickel-Strunz la proxidecagonita pertany a «01.AA - Metalls i aliatges intermetàl·lics de la família coure-cupalita» juntament amb els següents minerals: alumini, coure, or, plom, níquel, plata, steinhardtita, auricuprur, cuproaurur, tetraauricuprur, anyuiïta, khatirkita, novodneprita, cupalita, hunchunita, stolperita, hollisterita, icosaedrita i kriatxkoïta.
L'exemplar que va servir per a determinar l'espècie, el que es coneix com a material tipus, es troba conservat a les col·leccions mineralògiques del Museu d'Història Natural de la Universitat de Florència, a Itàlia, amb el número de catàleg: 3291/i.

## Formació i jaciments
Va ser descoberta al meteorit del Khatirka, una condrita carbonatada trobada l'any 2011 al massís d'Iomrautvaam, dins el districte d'Anadyrsky (Districte autònom de Txukotka, Rússia). Es tracta de l'únic indret de tot el planeta on ha estat descrita aquesta espècie mineral.